# Labuanium gracilipes
Labuanium gracilipes is een krabbensoort uit de familie van de Sesarmidae. De wetenschappelijke naam van de soort is voor het eerst geldig gepubliceerd in 1854 door H. Milne Edwards, in Jacquinot & Lucas.